# Jorge Vides
Jorge Vides, född 24 november 1992, är en friidrottare från Brasilien. Han deltog vid olympiska sommarspelen 2016 och olympiska sommarspelen 2020.